# Paszport Polityki
Les Passeports de Polityka (en polonais : Paszport Polityki) sont des prix décernés chaque année par l'hebdomadaire Polityka.

## Déroulement
Depuis 1993, six catégories étaient présentes : littérature, cinéma, théâtre, musique classique, arts visuels et scène.
En 2002, la catégorie création culturelle fut ajoutée, et depuis 2006, la catégorie musique populaire remplace la scène.
Les prix sont décernés en janvier de l'année n+1 (en janvier 2020 pour les prix 2019 par exemple)

## Édition 2023
- Cinéma :
- Théâtre :
- Littérature :
- Arts visuels :
- Musique populaire :
- Musique classique :
- Culture numérique :
- Création culturelle :

## Édition 2022
- Cinéma : Jan Holoubek
- Théâtre : Jakub Skrzywanek (pl)
- Littérature : Grzegorz Piątek (pl)
- Arts visuels : Agata Słowak (pl)
- Musique populaire : 1988 (Przemysław Jankowiak)
- Musique classique : Anna Sułkowska-Migoń (pl)
- Culture numérique : Anna i Jakub Górniccy (Outriders)
- Création culturelle : Wilhelm Sasnal (pl) et Dorota Masłowska

## Édition 2021
- Cinéma : Aleksandra Terpińska
- Théâtre : Dominik Strycharski (pl)
- Littérature : Łukasz Barys (pl)
- Arts visuels : Jana Shostak et Mikołaj Sobczak (pl)
- Musique populaire : Ralph Kaminski
- Musique classique : Ania Karpowicz (pl)
- Culture numérique : Tomasz Konrad Ostafin
- Création culturelle : Katarzyna Nosowska

## Édition 2020
- Cinéma : Piotr Domalewski
- Théâtre : Teatr 21 (pl)
- Littérature : Mira Marcinów (pl)
- Arts visuels : Małgorzata Mirga-Tas (pl)
- Musique populaire : Siksa
- Musique classique : Ania Karpowicz (pl)
- Culture numérique : Marta Malinowska
- Création culturelle : Bożena Janerka (pl) et Lech Janerka
- Culture lointaine : Artur Liebhart

## Édition 2019
- Cinéma : Bartosz Bielenia pour son rôle dans La Communion de Jan Komasa
- Théâtre : Weronika Szczawińska (pl) pour ses spectacles qui abordent des sujets sociaux importants et suscitent des émotions
- Arts visuels : Weronika Gęsicka (pl)  pour ses œuvres dans lesquelles le monde apparemment ordonné montre soudainement des fissures, des rayures, un double fond
- Littérature : Dominika Słowik (pl) pour son regard original sur les années 1980 et 1990 dans le roman "Zimowla"
- Musique classique : Jakub Józef Orliński pour son dernier album "Facce d'amore" et pour la poursuite d'une carrière mondiale bien entamée
- Musique populaire : Błażej Król (pl) pour ses chansons alliant poésie laconique, imagination surréaliste et un sens extraordinaire de la mélodie
- Culture numérique : Dawid Ciślak (Polyslash) pour "We. The Revolution", l'un des commentaires les plus importants à ce jour dans le monde des jeux vidéo
- Création culturelle : Olga Tokarczuk pour la force de la littérature, pour la façon d'écrire, qui fait des livres d'histoire des histoires sur notre monde, pour regarder vers l'avenir, non seulement la littérature mais notre planète, pour un « narrateur sensible », et pour la joie du Prix Nobel, qui était un grand cadeau pour nous en Pologne dans une période difficile

## Édition 2018
- Cinéma : Joanna Kulig
- Théâtre : Marta Górnicka
- Arts visuels : Diana Lelonek
- Littérature : Małgorzata Rejmer
- Musique classique : Aleksander Nowak
- Musique populaire : Dawid Podsiadło
- Création numérique : Piotr Barszczewski, Krzysztof Cybulski, Krzysztof Goliński et Jakub Koźniewski

## Édition 2017
- Cinéma : Jagoda Szelc
- Théâtre : Michał Borczuch
- Arts visuels : Norman Leto
- Littérature : Marcin Wicha
- Musique classique : Joanna Freszel
- Musique populaire : Hańba!
- Création numérique : Mateusz Lenart, Andrzej Mądrzak, et Wojciech Piejko

## Édition 2016
- Cinéma : Jan P. Matuszyński
- Théâtre : Anna Smolar
- Arts visuels : Daniel Rycharski
- Littérature : Natalia Fiedorczuk-Cieślak
- Musique classique : Marzena Diakun
- Musique populaire : Wacław Zimpel
- Création numérique : Michał Staniszewski

## Édition 2015
- Cinéma : Magnus von Horn
- Théâtre : Ewelina Marciniak
- Arts visuels : Tymek Borowski
- Littérature : Łukasz Orbitowski
- Musique classique : Marcin Świątkiewicz
- Musique populaire : Kuba Ziołek
- Création culturelle : zespół studia CD Projekt RED

## Édition 2014
- Cinéma : Tomasz Kot
- Théâtre : Radosław Rychcik (pl)
- Arts visuels : Jakub Woynarowski
- Littérature : Zygmunt Miłoszewski
- Musique classique : Kwadrofonik (pl)
- Musique populaire : Pablopavo (pl)
- Création culturelle : Agnieszka Holland
- Prix spécial : Association de l'Institut historique juif de Pologne (pl)

## Édition 2013
- Cinéma : Dawid Ogrodnik
- Littérature : Ziemowit Szczerek (pl)
- Musique populaire : Marcin Masecki (pl)
- Musique classique : Apollon Musagète Quartett (pl)
- Théâtre : Jolanta Janiczak (pl) et Wiktor Rubin (pl)
- Arts visuels : Aneta Grzeszykowska (pl)
- Création culturelle : Tomasz Stańko

## Édition 2012
- Littérature : Szczepan Twardoch
- Film : Marcin Dorociński
- Musique classique : TWOgether Duo
- Musique populaire : Très.b
- Théâtre : Ivan Vyrypaïev
- Arts visuels : Julita Wójcik
- Création culturelle : Elżbieta Penderecka et Krzysztof Penderecki

## Édition 2011
- Littérature : Mikołaj Łoziński
- Film : Rafael Lewandowski
- Musique classique : Aleksandra Kuls
- Musique populaire : Maciej Szajkowski et Julia Marcell
- Théâtre : Krzysztof Garbaczewski
- Arts visuels : Nicolas Grospierre
- Création culturelle : Jerzy Jarocki

## Édition 2010
- Littérature : Ignacy Karpowicz
- Film : Paweł Sala
- Musique classique : Wioletta Chodowicz
- Musique populaire : Macio Moretti
- Théâtre : Paweł Demirski et Monika Strzępka
- Arts visuels : Wojciech Bąkowski

## Édition 2009
- Littérature – Piotr Paziński
- Film – Borys Lankosz et Xawery Żuławski
- Musique classique – Barbara Wysocka
- Musique populaire – L.U.C (Łukasz Rostkowski)
- Théâtre – Sandra Korzeniak
- Arts visuels – Karol Radziszewski
- Création culturelle – Paweł Althamer

## Édition 2008
- Littérature – Sylwia Chutnik
- Film – Małgorzata Szumowska
- Musique classique – Artur Ruciński
- Musique populaire – Maria Peszek
- Théâtre – Paweł Łysak
- Arts visuels – Maciej Kurak
- Création culturelle – Krystian Lupa

## Édition 2007
- Littérature – Michał Witkowski
- Film – Łukasz Palkowski
- Musique classique – Łukasz Borowicz
- Musique populaire – Krzysztof Grabowsk
- Théâtre – Michał Zadara
- Arts visuels – Joanna Rajkowska
- Création culturelle – Mention spéciale pour Andrzej Wajda

## Édition 2006
- Littérature – Jacek Dehnel
- Film – Sławomir Fabicki
- Musique classique – Agata Szymczewska
- Musique populaire – Fisz et Emade
- Théâtre – Maja Kleczewska
- Arts visuels – Grupa Twożywo
- Création culturelle – Maria Janion

## Édition 2005
- Littérature – Marek Krajewski
- Film – Przemysław Wojcieszek
- Musique classique – Rafał Blechacz
- Théâtre – Jan Klata
- Arts visuels – Robert Kuśmirowski
- Scène – Skalpel
- Création culturelle – Paweł Dunin-Wąsowicz

## Édition 2004
- Littérature – Sławomir Shuty
- Film – Wojciech Smarzowski
- Musique classique – Agata Zubel
- Théâtre – Paweł Szkotak
- Arts visuels – Cezary Bodzianowski
- Scène – Leszek Możdżer
- Création culturelle – Wojciech Trzciński

## Édition 2003
- Littérature – Wojciech Kuczok
- Cinéma – Andrzej Jakimowski
- Théâtre – Danuta Stenka
- Musique classique – Kuba Jakowicz
- Arts visuels – Monika Sosnowska
- Scène – Andrzej Smolik
- Création culturelle – Marek Żydowicz

## Édition 2002
- Littérature – Dorota Masłowska
- Cinéma – Piotr Trzaskalski
- Théâtre – Krzysztof Warlikowski
- Musique classique – Dominik Połoński
- Arts visuels – Marcin Maciejowski
- Scène – Anna Maria Jopek
- Création culturelle – Roman Gutek

## Édition 2001
- Littérature – Paweł Huelle
- Film – Robert Gliński
- Musique classique – Mariusz Treliński
- Théâtre – Piotr Cieślak
- Arts visuels – Katarzyna Józefowicz
- Scène – Agnieszka Chylińska

## Édition 2000
- Littérature – Marzanna Bogumiła Kielar
- Cinéma – Maja Ostaszewska
- Théâtre – Paweł Miśkiewicz
- Musique classique – Stanisław Drzewiecki
- Arts visuels – Dominik Lejman
- Scène – Ryszard Tymon Tymański

## Édition 1999
- Littérature – Marek Bieńczyk
- Cinéma – Krzysztof Krauze
- Théâtre – Agnieszka Glińska
- Musique classique – Paweł Mykietyn
- Arts visuels – Leon Tarasewicz
- Scène – Myslovitz

## Édition 1998
- Littérature – Jerzy Pilch
- Cinéma – Dorota Kędzierzawska
- Théâtre – Grzegorz Jarzyna
- Musique classique – Rafał Kwiatkowski
- Arts visuels – Jarosław Modzelewski
- Scène – Kazik Staszewski

## Édition 1997
- Littérature – Andrzej Sapkowski
- Cinéma – Jerzy Stuhr
- Théâtre – Anna Augustynowicz
- Musique classique – Dariusz Paradowski
- Arts visuels – Katarzyna Kozyra
- Scène – Kayah

## Édition 1996
- Littérature – Olga Tokarczuk
- Cinéma – Łukasz Kośmicki
- Théâtre – Krzysztof Rau
- Musique classique – Olga Pasiecznik
- Arts visuels – Zofia Kulik
- Scène – Grzegorz Ciechowski

## Édition 1995
- Littérature – Stefan Chwin
- Cinéma – Marcel Łoziński
- Théâtre – Jolanta Ptaszyńska
- Musique classique – Stefan Sutkowski
- Arts visuels – Mirosław Bałka
- Scène – Wojciech Waglewski

## Édition 1994
- Littérature – Marcin Świetlicki
- Cinéma – Jan Jakub Kolski
- Théâtre – Krystyna Meissner
- Musique classique – Piotr Anderszewski
- Arts visuels – Ryszard Górecki
- Scène – Edyta Bartosiewicz

## Édition 1993
- Littérature – Teodor Parnicki (pl)
- Cinéma – Jacek Bławut (pl)
- Théâtre – Tadeusz Słobodzianek (pl)
- Musique classique – Stanisław Leszczyński (pl)
- Arts visuels – Stasys Eidrigevičius
- Scène – Kasia Nosowska